# Harley Quinn
Harley Quinn är en superskurk och före detta flickvän till Jokern som förekommer i olika DC Comics publikationer. Hon dök först upp i ett avsnitt av TV-serien Batman: The Animated Series, 1992, skapad av Paul Dini och Bruce Timm, där hon agerade hantlangare till Jokern i clownkostym.
Känd för en bredare publik blev hon i sin filmdebut i filmen Suicide Squad, 2016, spelad av Margot Robbie och hennes uppföljare Birds of Prey, 2020.
Hennes fullständiga namn är Dr. Harleen Frances Quinzel.
Hon lider av osjälvständig personlighetsstörning. Tidigare var hon en psykiatriker som försökte hjälpa Jokern, men han lyckades göra henne galen istället.

## Historik
Harley Quinn debuterade i avsnittet "En tjänst åt Jokern" av Batman: The Animated Series ("Joker's Favor", ursprungligen sänt 11 september 1992), där hon medverkar som en komisk kvinnlig hejduk till Jokern. Hon har därefter dykt upp i andra avsnitt, samt blivit introducerad i serietidningarna och andra medier. I samtliga serier av DC Animated Universe så var det Arleen Sorkin som gjorde hennes röst.

## Fiktiv biografi
En bakgrundshistoria kopplas till Harley Quinn i novellen The Batman Adventures: Mad Love, som också nämns i avsnittet "Mad Love" av The New Batman Adventures. Harleen Quinzel var en psykiatrisk praktikant på Arkham Asylum. När hon undersöker de intagna psykopaterna på Arkham blir hon särskild fascinerad av en viss patient, Jokern. Hon blir ambitiöst frivillig om att få analysera honom. Efter att ha fått hennes sympati under deras sessioner börjar Jokern förföra henne, vilket får henne att bli hopplöst förälskad i honom. Efter att ha hjälpt honom att fly från Arkham flera gånger blir Harleen misstänkt av myndigheterna, som återkallar hennes licens och placerade henne i en egen cell.
Under en jordbävning i Gotham rymmer hon och blir Harley Quinn. Hennes dräkt är röd och svart och påminner om en narrdräkt. Quinns relation till Jokern är en av de mest komplexa och vridna kärleksaffärer i DC Universe. Han misshandlar henne ofta, både fysiskt och mentalt, ett faktum som hon helt verkar missa. Jokern har vid vissa tillfällen försökt att döda henne. Trots detta förblir hon hopplöst förälskad i honom. Det har dock vid vissa tillfällen visat sig finnas en del kamratskap, lekfullhet och äkta kärlek i deras relation.
Vid ett tillfälle sänder han iväg Harley på en raket som kraschlandar i Robinson Park i centrala Gotham. Hon hittas av Poison Ivy, som initialt planerar att döda henne så fort Harley återfår medvetandet. Harley konstaterar dock att hennes död endast skulle befria henne, och Ivy frågar varför. Hon övertalar Harley att berätta sin historia, och känner snart ett frändskap med henne. Ivy erbjuder sig att hjälpa Harley att ta hämnd på både Batman och Jokern. Hon tar med sig Harley till sin lya i en giftig soptipp och behandlar hennes skador, samt injicerar henne med ett serum mot diverse gifter, vilket även ökar Harleys styrka och snabbhet. Ivy avser att ge sin nya vän en kant på Batman och Jokern. Quinn och Ivy slår ihop sig och genomför ett antal framgångsrika kap.

## Krafter och förmågor
Trots att Harley Quinn inte besitter några övermänskliga krafter är hennes vighet och kampsportsfärdigheter över genomsnittet, och är tillräckligt erfaren med dessa för att segra över de flesta angriparna. Hon är även en mycket skicklig akrobat. Tack vare Poison Ivys injektioner har hon även blivit immun mot olika slags gifter, bakterier och virus, samt utvecklat något förbättrad smidighet, snabbhet och styrka.
Harley Quinn brukar vanligtvis beväpna sig med en stor pistol som är laddad med en boxhandske på en stålfjäder. Andra pistoler kan innehålla serpentiner som snärjer in den hon skjuter på. Ett annat vapen hon ofta använder är en överdimensionerad trähammare.

## I andra medier
- Harley Quinn dyker upp i TV-serien Gothams änglar, spelad av Mia Sara. I denna TV-serie framställs hon som en äldre, mycket mer beräknande och illvillig figur än hennes komiska, tecknade motsvarighet.
- Harley Quinn dyker upp i The Batman, med röst av Hynden Walch.
- Harley Quinn dyker upp i Batman: Den tappre och modige, med röst av Meghan Strange. Denna version är modellerad efter en flapper från 1920-talet, och bär inte sin traditionella dräkt.
- Harley Quinn medverkar i Batman Beyond: Return of the Joker, återigen med röst av Arleen Sorkin. Hon syns först under en tillbakablick där Jokern bedriver onda experiment på Robin (Tim Drake) och omvandlar honom till ett jokerbarn. Hon syns även till i slutet av filmen, då som en gammal kvinna som läxar upp sina barnbarn Dee Dee.
- Harley Quinn dyker upp i Batman: Arkham Asylum, återigen med röst av Arleen Sorkin. Hon använder då en ny dräkt, baserad på en sjuksköterskeuniform. Hon tar kontroll över Arkham, vilket gör att Jokern kan fly, och kidnappar Warden Quincy Sharp. Efter att Batman räddat Warden konfronterar han henne och låser in henne i en cell. Hon återkommer i Batman: Arkham City, då med röst av Tara Strong. Hon bär då en biker-girl-baserad dräkt. Hon får även rollen som huvudskurken i en spinoff till spelet med namnet Harley's Revenge.
- Harley Quinn dyker upp i Suicide Squad (2016), Birds of Prey (2020) och The Suicide Squad (2021) där hon är spelad av Margot Robbie.